# سانا تاكيدا
سانا تاكيدا (باليابانية: タケダサナ) هي رسامة بالرصاص ورسامة توضيحية يابانية، ولدت في أغسطس 1977 في نييغاتا في اليابان.

## وصلات خارجية
- الموقع الرسمي